# Organització territorial d'Austràlia

Mapa animat de l'evolució de l'organització territorial d'Austràlia.

L'organització territorial d'Austràlia comprèn sis estats i diversos territoris federals, que es reparteixen el sisè país més gran del món per extensió. L'illa d'Austràlia es troba repartida en cinc estats i tres territoris (inclòs el minúscul i en certa manera anòmal Territori de Jervis Bay), mentre el sisè estat és l'illa de Tasmània, situada al sud de la principal. A més, hi ha sis territoris insulars, considerats "territoris externs". Austràlia també reivindica la possessió d'una part de l'Antàrtida, que anomenen el Territori Antàrtic Australià.
Tots els estats i dos dels tres "territoris interns" tenen els seus respectius parlaments i s'autogovernen. La resta de territoris són administrats pel govern federal, tot i que l'Illa Norfolk té un cert grau d'autonomia.

## Estats i territoris
| Bandera                                  | Estat/Territori                     | Tipus            | Capital          | Població  | Superfície (km²) |
| ---------------------------------------- | ----------------------------------- | ---------------- | ---------------- | --------- | ---------------- |
|                                          | Illes Ashmore i Cartier             | Territori Extern |                  | 0         | 199              |
| Austràlia                                | Territori Antàrtic Australià        | Territori Extern |                  | 1.000     | 5.896.500        |
|                                          | Territori de la Capital Australiana | Territori Intern | Canberra         | 358.894   | 2.358            |
| Plantilla:Country data Christmas Island  | Illa Christmas                      | Territori Extern | Flying Fish Cove | 1.493     | 135              |
|                                          | Illes Cocos                         | Territori Extern | West Island      | 628       | 14               |
|                                          | Illes del Mar del Corall            | Territori Extern |                  | 4         | 10               |
|                                          | Illes Heard i McDonald              | Territori Extern |                  | 0         | 372              |
|                                          | Territori de Jervis Bay             | Territori Intern |                  | 611       | 70               |
| Plantilla:Country data New South Wales   | Nova Gal·les del Sud                | Estat            | Sydney           | 7.238.819 | 800.642          |
| Plantilla:Country data Norfolk Island    | Illa Norfolk                        | Territori Extern | Kingston         | 2.114     | 35               |
|                                          | Territori del Nord                  | Territori Intern | Darwin           | 229.675   | 1.349.129        |
| Plantilla:Country data Queensland        | Queensland                          | Estat            | Brisbane         | 4.516.361 | 1.730.648        |
| Plantilla:Country data South Australia   | Austràlia Meridional                | Estat            | Adelaida         | 1.644.642 | 983.482          |
| Plantilla:Country data Tasmania          | Tasmània                            | Estat            | Hobart           | 507.626   | 68.401           |
|                                          | Victòria                            | Estat            | Melbourne        | 5.547.527 | 227.416          |
| Plantilla:Country data Western Australia | Austràlia Occidental                | Estat            | Perth            | 2.296.411 | 2.529.875        |

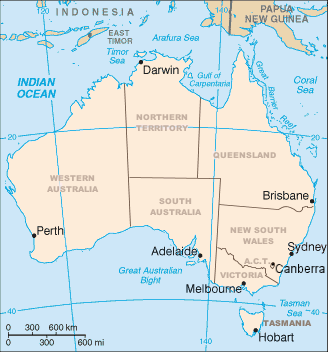
Organització territorial d'Austràlia.

Ubicació d'Austràlia i els seus territoris externs.

Històricament, Austràlia ha tingut tres territoris més, avui desapareguts:
- Del 1923 al 1968, l'illa de Nauru va ser un territori sota administració australiana, fins que es va independitzar com a República de Nauru.
- Del 1926 al 1931, el Territori del Nord va estar dividit en dos: "Austràlia Central" i "Austràlia del Nord", amb la frontera situada al paral·lel 20° de latitud sud. El 1931, ambdós territoris es van tornar a agrupar amb la denominació de Territori del Nord.
- Del 1949 al 1975, el "Territori de Papua i Nova Guinea" va pertànyer a Austràlia, fins que el 1975 va aconseguir la independència com a Papua Nova Guinea.

## Terminologia política comparada
| Commonwealth d'Austràlia            | Govern federal                  | Directa                                     | Governador General          | Primer Ministre            | Senat                        | Cambra de Representants |
| Austràlia Meridional                | Estat federal                   | Directa (establerta per la Australia Act)   | Governador                  | Premier                    | Consell Legislatiu           | Cambra de l'Assemblea   |
| Tasmània                            | Estat federal                   | Directa (establerta per la Australia Act)   | Governador                  | Premier                    | Consell Legislatiu           | Cambra de l'Assemblea   |
| Nova Gal·les del Sud                | Estat federal                   | Directa (establerta per la Australia Act)   | Governador                  | Premier                    | Consell Legislatiu           | Assemblea Legislativa   |
| Victòria                            | Estat federal                   | Directa (establerta per la Australia Act)   | Governador                  | Premier                    | Consell Legislatiu           | Assemblea Legislativa   |
| Austràlia Occidental                | Estat federal                   | Directa (establerta per la Australia Act)   | Governador                  | Premier                    | Consell Legislatiu           | Assemblea Legislativa   |
| Queensland                          | Estat federal                   | Directa (establerta per la Australia Act)   | Governador                  | Premier                    | No existeix (abolit el 1922) | Assemblea Legislativa   |
| Territori de la Capital Australiana | Territori amb autogovern        | No existeix                                 | Assemblea i Ministre en Cap | Ministre en Cap            | No existeix                  | Assemblea Legislativa   |
| Territori del Nord                  | Territori amb autogovern        | Indirecta (a través del Governador General) | Administrador               | Ministre en Cap            | No existeix                  | Assemblea Legislativa   |
| Illa Norfolk                        | Territori Extern amb autogovern | Indirecta (a través del Governador General) | Administrador               | Ministre en Cap            | No existeix                  | Assemblea Legislativa   |
| Comtat de l'Illa Christmas          | Territori Extern                | Indirecta (a través del Governador General) | Administrador               | Mayor President del Comtat | No existeix                  | Consell del Comtat      |
| Comtat de les Illes Cocos           | Territori Extern                | Indirecta (a través del Governador General) | Administrador               | Mayor President del Comtat | No existeix                  | Consell del Comtat      |
| Nota: 1.                            |                                 |                                             |                             |                            |                              |                         |

## Estadístiques
| Estat / Territori                   | Superfície  | Superfície | Població (cens de 2011) | Població (cens de 2011) | Densitat de població | Densitat de població | Proporció de població a la capital | Proporció de població a la capital |
| Estat / Territori                   | km²         | Ordre      | Habitants               | Ordre                   | habitants/km²        | Ordre                | Percentatge                        | Ordre                              |
| ----------------------------------- | ----------- | ---------- | ----------------------- | ----------------------- | -------------------- | -------------------- | ---------------------------------- | ---------------------------------- |
| Territori de la Capital Australiana | 2.358,0     | 8è         | 357.222                 | 7è                      | 137,53               | 1r                   | 99,6                               | 1r                                 |
| Nova Gal·les del Sud                | 801.321,7   | 5è         | 6.917.658               | 1r                      | 8,44                 | 3r                   | 63,0                               | 5è                                 |
| Victòria                            | 227.417,5   | 6è         | 5.354.042               | 2n                      | 22,00                | 2n                   | 71,0                               | 4t                                 |
| Queensland                          | 1.734.218,7 | 2n         | 4.332.739               | 3r                      | 2,26                 | 5è                   | 46,0                               | 7è                                 |
| Austràlia Meridional                | 985.288,7   | 4t         | 1.596.572               | 5è                      | 1,56                 | 6è                   | 73,5                               | 2n                                 |
| Austràlia Occidental                | 2.531.572,0 | 1r         | 2.239.170               | 4t                      | 0,79                 | 7è                   | 73,4                               | 3r                                 |
| Tasmània                            | 67.914,3    | 7è         | 495.354                 | 6è                      | 7,08                 | 4t                   | 41,0                               | 8è                                 |
| Territori del Nord                  | 1.352.187,6 | 3r         | 211.945                 | 8è                      | 0,15                 | 8è                   | 54,0                               | 6è                                 |

## Fusos horaris
| Estat / Territori                   | Zona horària   | Zona horària   |  |  |  |  |  |  |  |
| Estat / Territori                   | Hora estàndard | Horari d'estiu |  |  |  |  |  |  |  |
| Territori de la Capital Australiana | +10            | +11            |  |  |  |  |  |  |  |
| Nova Gal·les del Sud                | +10 (+9 1⁄2)   | +11            |  |  |  |  |  |  |  |
| Victòria                            | +10            | +11            |  |  |  |  |  |  |  |
| Queensland                          | +10            | +10            |  |  |  |  |  |  |  |
| Austràlia Meridional                | +9 1⁄2         | +10 1⁄2        |  |  |  |  |  |  |  |
| Austràlia Occidental                | +8             | +8             |  |  |  |  |  |  |  |
| Tasmània                            | +10            | +11            |  |  |  |  |  |  |  |
| Territori del Nord                  | +9 1⁄2         | +9 1⁄2         |  |  |  |  |  |  |  |
| Territoris externs                  |                |                |  |  |  |  |  |  |  |
| Illa Norfolk                        | +11 1⁄2        | +11 1⁄2        |  |  |  |  |  |  |  |
| Illa Christmas                      | +7             | +7             |  |  |  |  |  |  |  |
| Illes Cocos                         | +6 1⁄2         | +6 1⁄2         |  |  |  |  |  |  |  |
| Territori Antàrtic d'Austràlia      | +6 a +8        | +6 a +8        |  |  |  |  |  |  |  |
| Illa Macquarie (Tasmània)           | +10            | +11            |  |  |  |  |  |  |  |
|                                     |                |                |  |  |  |  |  |  |  |